# Niederspannungsröhre
Eine Niederspannungsröhre ist eine Elektronenröhre, deren Anodenspannung nicht wie sonst üblich einige hundert Volt beträgt, sondern die schon bei geringen Spannungen funktioniert. Somit ist sie auch für Experimente von Anfängern geeignet, die sich nicht den Gefahren eines Stromschlages aussetzen wollen. Im Gegensatz zu Batterieröhren steht nicht die möglichst geringe Leistungsaufnahme an erster Stelle, Niederspannungsröhren besitzen Heizleistungen wie herkömmliche Röhren auch.
Gewöhnliche Röhren haben eine sehr hohe Impedanz, liefern also erst bei hohen Betriebsspannungen einen nennenswerten Strom und somit auch im unteren Spannungsbereich verschwindend wenig Leistung. Außerdem sind ihre Kennlinien im unteren Spannungsbereich sehr unlinear und produzieren somit, falls sie überhaupt verstärken, starke Verzerrungen.
Niederspannungsröhren wurden in aller Regel als gewöhnliche Verstärkerröhren wie Trioden, Tetroden oder Pentoden ausgeführt, jedoch waren auch Dioden und Mischerröhren zu finden.

## Entwicklung und Einsatzgebiete
Die ersten Transistoren hatten sehr schlechte Hochfrequenzeigenschaften, was weiterhin den Einsatz von Röhren erforderlich machte. Da beispielsweise bei der Verwendung in Autoradios die benötigte Anodenspannung erst aufwendig erzeugt werden musste, wurden Röhren wie die ECC86 entwickelt.
Auch die für den Audiobereich entwickelten Niederspannungsröhren kamen aus dem Kfz- oder Militärbereich, wo keine Netzspannung verfügbar war.
Später fanden diese Röhren aufgrund ihrer einfachen und sicheren Handhabung in Baukästen wie dem „Kosmos Radiomann“ Verwendung.
Beispiele für Niedervolt-Spezialröhren zur Verwendung in Autoempfängern:
- EBF83 (ZF-Regelpentode mit zwei Diodenstrecken zur AM-Demodulation)
- ECC86 (UKW-Spanngitter-Doppeltriode)
- ECH83 (Oszillatortriode-Mischheptode für AM-Anwendungen)
- EF97 (ZF-Regelpentode)
- EF98 (ZF- und NF-Pentode)

Beispiele für Niedervolt-Röhren für Endstufen:
- 13P1S (Leistungspentode mit 550 mW effektiver Ausgangsleistung (Wechselspannung) an 26 V Betriebsspannung oder 2 W-3 W an 60 V)

## Technik
Die besonderen Eigenschaften der Niederspannungsröhren wurde vor allem durch hohe Werte für den Durchgriff (bzw. niedrige Werte für den Leerlaufverstärkungsfaktor) erzielt. Dazu wurden die Abstände der Elektroden sehr gering gehalten, beispielsweise durch die bei der Doppeltriode ECC86 zu findende Spanngittertechnik.